# Smörgåsbord

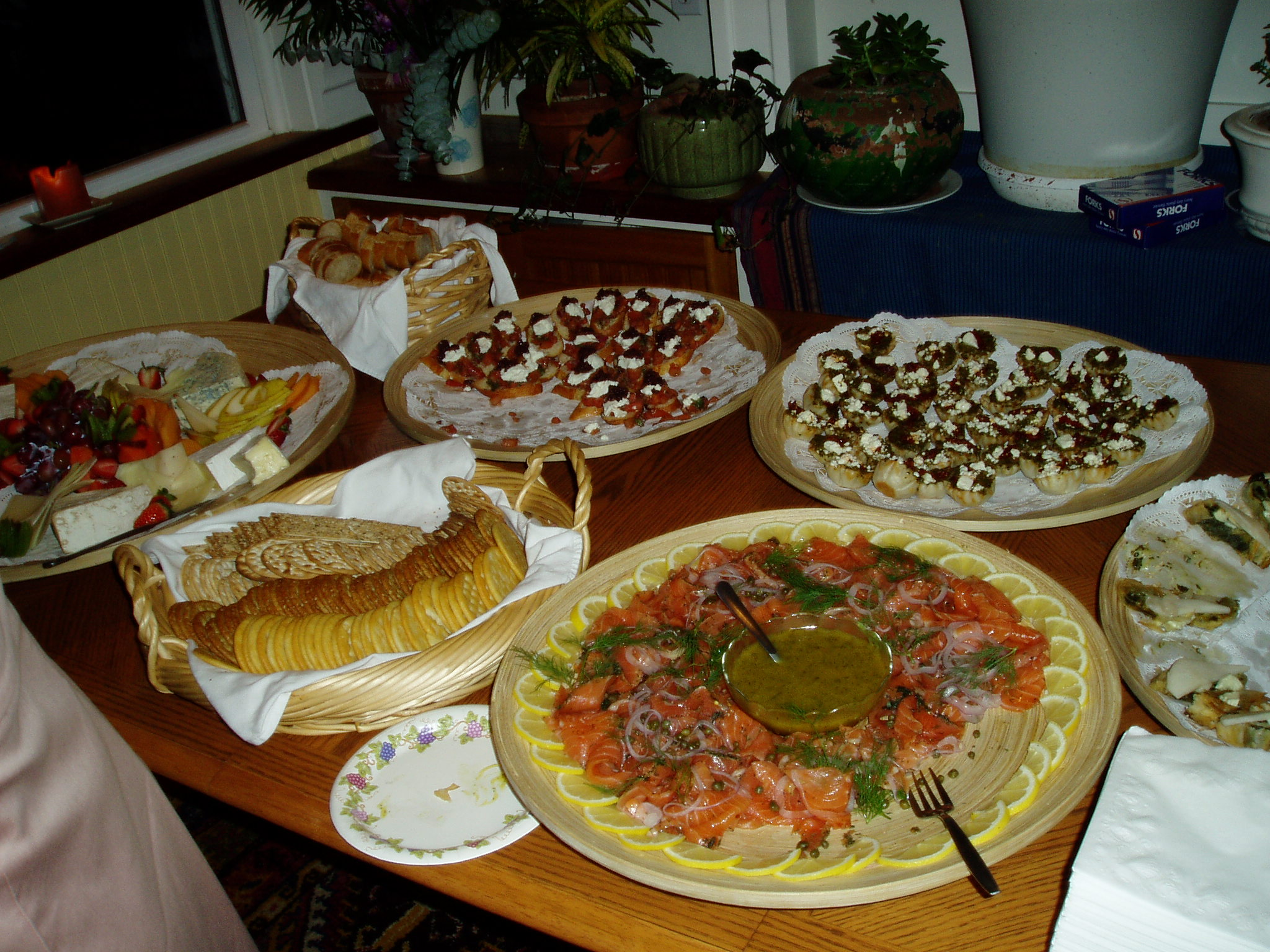
Un smörgåsbord servido.

El smörgåsbord (pronunciado [ˈsmœ̂rɡɔsˌbuːɖ]) es un bufé elaborado con diferentes ingredientes típicos de la cocina sueca. La palabra compuesta sueca smörgåsbord está formada por las voces smörgås («sándwich») y bord («mesa»). smörgås, sándwich, a su vez, es una palabra compuesta por smör («mantequilla») y gås («ganso», aunque es una palabra antigua que significaba la «nata de la leche recién ordeñada»). Existen también otras versiones acerca del origen de su nombre. Se suele servir en reuniones familiares o en festejos, siendo entendido en los restaurantes más como un buffet. 
Tiene su origen en el llamado brännvinsbord o mesa de aquavit, que era un aperitivo servido en las casas de familias pudientes desde el siglo XVII. En el siglo XIX se popularizó en los hoteles con el nombre de SOS, aludiendo a la mantequilla, el queso y el arenque (Smör,Ost,Sill), que eran servidos como aperitivo. Posteriormente, se extendió a los restaurantes de las estaciones de ferrocarril y para los Juegos Olímpicos de Estocolmo 1912 los restaurantes lo presentaron en sus menú como una alternativa. Para la Exposición Universal de Nueva York en 1939, tuvo su presentación internacional, pasando a llamarse smorgasbord.

## Características
Consiste de alimentos calientes y fríos, donde los comensales pueden empezar tanto con los platos calientes como con los fríos, o separando las carnes de los pescados. Indispensables son el pan y la mantequilla (se suele incluir diversos tipos de pan) e incluye queso, albóndigas (köttbullar), anguilas, arenque en salazón, salmón, salchichas y paté, además de otras especialidades suecas como el Janssons frestelse. La idea es consumir muchas proteínas, por lo que los acompañamientos como patatas, arroz o ensaladas están generalmente ausentes. Los comensales se sirven por sí mismos y se hacen hasta cinco rondas. Suele ser acompañado aquavit y cerveza. En los smörgåsbord nunca falta el postre.